# Harmonia confessionum fidei
Harmonia confessionum fidei (Souzvuk vyznání víry) je teologický spis z roku 1581, který vznikl v reformovaném prostředí a byl vydán tiskem v Ženevě. Představuje jeden z prvních pokusů o komparativní symboliku.
Kniha formuluje deset základních věroučných otázek, k nimž přináší výňatky z různých protestantských věrovyznání, a to helvétských vyznání, Augsburského vyznání, 39 článků anglikánské církve, Bratrského vyznání aj.
Harmonia byla dílem autorského kolektivu kalvinistických teologů pod vedením Jeana-Françoise Salvarda (†1585).
Roku 1586 byla Harmonia přeložena do angličtiny.